# Игнатьев, Александр Михайлович (скульптор)
Александр Михайлович Игнатьев (22 августа 1912, Николаев — 2 ноября 1998, Санкт-Петербург) — советский российский скульптор, Заслуженный художник РСФСР (1975), член Ленинградской организации Союза художников РСФСР.

## Биография
Отец Игнатьев Михаил Гаврилович (скончался в 1922 году) работал конструктором-кораблестроителем на судостроительном заводе, мать — Татьяна Васильевна Игнатьева (Васильева), умерла в Черкассах в 1930 году.
После окончания школы поступил в ФЗУ, а затем в 1930—1933 годах работал краснодеревщиком на судостроительном заводе им. 61 коммунара. В 1932 году поступил на вечернее отделение Николаевского Художественного техникума. В 1933 году перевёлся на дневное отделение, учился у скульптора К. С. Рыжова. В 1934 году был призван в Рабоче-крестьянскую Красную армию. Служил телефонистом отдельного батальона связи в Николаеве. Участвовал на 1-й Красноармейской выставке, где его скульптура «Радист» была замечена скульптором Л. В. Шервудом. При участии Шервуда был освобождён из армии и принят в Киевский художественный институт. Учился на скульптурном факультете с 1936 по 1938 год. В 1938 году перевёлся на IV курс Ленинградского института живописи, скульптуры и архитектуры имени И. Е. Репина.
В 1939—1946 годах учился в Ленинграде в ЛИЖСА имени И. Е. Репина, ученик А. Т. Матвеева.
в 1938 году совершил длительную поездку в Среднюю Азию, где исполнил с натуры портрет Джамбула Джабаева.
В 1941 году ушел рядовым в Народное ополчение, участвовал в боях на Пулковских высотах, попал в госпиталь. Из госпиталя был уволен в запас как студент-дипломник. В 1942 году вместе с другими студентами и преподавателями ЛИЖСА эвакуирован в Самарканд. В 1944 году коллектив института был переведён в Загорск (Сергеев Посад), а затем в Ленинград. После возвращения участвовал в работал по восстановлению города — вёл реставрационные работы на Большом каскаде парка Петергоф.
Женился в 1944 году на Холиной Любови Михайловне (1918—1998), скульпторе, ученице А. Т. Матвеева. В 1945 году родился сын Пётр.
В 1946 году окончил ЛИЖСА по мастерской А. Т. Матвеева, получил звание художника-скульптора. Дипломная работа — «Джамбул на лошади». В этом же году стал членом Ленинградской организации Союза Художников. В 1946—1948 годах был аспирантом и преподавателем ЛИЖСА. С 1947 года участник выставок ленинградских художников, а с 1949 года — участник всесоюзных выставок. После увольнения из института А. Т. Матвеева также покинул аспирантуру и преподавательскую должность, несмотря на предложение профессора В. В. Лишева быть его ассистентом.
В 1953 году участвовал в конкурсе на памятник А. Н. Островскому в Ленинграде, конкурс проходил в четыре тура. Работа Игнатьева была отмечена специалистами как очень удачная. Участвует в конкурсе на памятник В. В. Маяковскому. В начале 1950-х годов совместно с Н. Б. Никогосяном и М. К. Аникушиным создают монументальные скульптуры для высотного здания на площади Восстания (Москва), дома науки и техники в Варшаве. В 1962 году перед зданием ТЮЗа установлены монументальные скульптурные композиции из известняка, исполненные совместно Игнатьевым и Холиной.
В 1966 году участвовал в конкурсе на проект монумента для площади Победы в Ленинграде (2-я премия) (проект архитектора В. С. Маслова), в 1967—1968 годах участвовал к конкурсе на проект памятника Великой Октябрьской социалистической революции на Площади Восстания в Ленинграде. Впоследствии конкурсная композиция «За власть Советов» (Знаменосец) была выполнена в граните (высота 2,5 метра) и представлена в 1970 году на выставке, посвященной 100-летию В. И. Ленина в Москве.
По просьбе Л. Н. Гумилёва создаёт надгробие Анне Андреевне Ахматовой на Комаровском кладбище, а в начале 1990-х возводит надгробие и самому Л. Н. Гумилёву, на Никольском кладбище Александро-Невской Лавры. В настоящее время первоначальное надгробие из известняка разрушено, заменено на гранитное, с полным искажением авторского замысла.
В 1960—1990 годах Игнатьев работал в станковой и монументальной скульптуре. Персональные выставки его произведений состоялись в Ленинграде в 1974 году в Государственном Русском музее и в 1980 году в Москве в выставочном зале СХ СССР на улице Горького, 25. В 1984 и 1997 годах состоялись третья и четвёртая персональные выставки скульптурных и графических работ Игнатьева в Государственном Русском музее, а также на многочисленных выставках в Ленинграде, Москве и за рубежом — в Германии, Венгрии, Чехословакии.
Автор памятника И. В. Бабушкину (1974) в музее «Невская застава», обелиска на месте казни декабристов (1975), памятника С. Н. Ковалёву (1985) на Аллее героев в Московском парке Победы, мемориальных досок Н. К. Симонову, П. Филонову, Пацаеву, Ахматовой в Ленинграде.
В 1975 году присвоено звание «Заслуженный художник РСФСР». Награждён дипломами Министерства Культуры и Союза Художников РСФСР, почётной грамотой лауреата премии «Кировского завода», «Металлического завода», медалью Главного управления культуры города Ленинграда, за «Лучшее произведение года», серебряной медалью Академии Художеств. Игнатьев избирался делегатом всех съездов Союза художников СССР и РСФСР с 1957 года, был членом Правления СХ РСФСР, Правления ЛОСХ, бюро скульптурной секции, работал в художественном Совете Главного управления культуры Ленгорисполкома и Главного Архитектурно-планировочного управления.
Похоронен в Санкт-Петербурге на Литераторских мостках Волковского кладбища.